# Van Halen III
| 평가 점수                     | 평가 점수 |
| 출처                          | 점수      |
| ----------------------------- | --------- |
| AllMusic                      | [ 1 ]     |
| Chicago Tribune               | [ 2 ]     |
| Entertainment Weekly          | B         |
| Los Angeles Times             | [ 4 ]     |
| Rolling Stone                 | [ 5 ]     |
| The Rolling Stone Album Guide | [ 6 ]     |

《Van Halen III》는 미국의 하드 록 밴드 반 헤일런의 열한 번째 스튜디오 음반으로, 워너 브라더스 레코드가 1998년 3월 17일에 발매했다. 마이크 포스트와 에디 반 헤일런이 프로듀싱한 이 밴드의 유일한 스튜디오 음반으로 익스트림 리드 보컬 게리 셰론이 참여했으며, 2006년 에디의 아들 볼프강이 밴드에 교체되기 전 베이시스트 마이클 앤소니가 마지막으로 수록된 음반이다. 1999년에 셰론과 함께 후속 음반 작업을 시작했지만, 몇 번의 데모를 넘어서지 못했다.
《Van Halen III》는 이 밴드의 14년 동안의 마지막 음반이자, 20세기의 마지막 음반이었다. 또한 이 밴드가 워너 브라더스에서 발매한 마지막 음반이기도 하다. 그들이 2012년에 《A Different Kind of Truth》를 가지고 돌아왔을 때, 그것은 인터스코프 레코드와 함께 있었다. 이 음반은 지금까지 그들의 가장 긴 스튜디오 음반으로, 65분이 약간 넘는 시간을 기록한다.

## 상업적 성과
《Van Halen III》는 19만 1,000장이 팔리면서 빌보드 200에서 4위로 데뷔했다. 이 음반의 유일한 중요한 라디오 히트곡은 〈Without You〉로 1998년 3월 7일, 《빌보드》 메인스트림 록 트랙 차트에서 1위에 올랐으며 6주 동안 그곳에 머물렀다. 록 라디오에서 방송되는 다른 노래들은 〈Fire in the Hole〉과 〈One I Want〉이다.

## 곡 목록
모든 곡들은 에디 반 헤일런, 마이클 앤서니, 게리 셰론 그리고 알렉스 반 헤일런에 의해 작사/작곡하였다.
| #   | 제목                     | 재생 시간 |
| --- | ------------------------ | --------- |
| 1.  | 〈Neworld (기악)〉       | 1:45      |
| 2.  | 〈Without You〉          | 6:30      |
| 3.  | 〈One I Want〉           | 5:30      |
| 4.  | 〈From Afar〉            | 5:24      |
| 5.  | 〈Dirty Water Dog〉      | 5:27      |
| 6.  | 〈Once〉                 | 7:42      |
| 7.  | 〈Fire in the Hole〉     | 5:31      |
| 8.  | 〈Josephina〉            | 5:42      |
| 9.  | 〈Year to the Day〉      | 8:34      |
| 10. | 〈Primary (기악)〉       | 1:27      |
| 11. | 〈Ballot or the Bullet〉 | 5:42      |
| 12. | 〈How Many Say I〉       | 6:04      |

## 인증
| 국가                       | 인증     | 판매량/출하량 |
| -------------------------- | -------- | ------------- |
| 일본 (RIAJ)                | 플래티넘 | 200,000^      |
| 미국 (RIAA)                | 골드     | 500,000^      |
| ^출하량을 기반으로 한 인증 |          |               |